# كبلر-345b
كيبلر 345 بي (بالإنجليزية: Kepler-345b)‏ هو كوكب خارج المجموعة الشمسية، في كوكبة الدجاجة (كوكبة).

## الاكتشاف
اكتشف في 2014.